# سورايا شافيز
سورايا شافيز (بالبرتغالية: Soraia Chaves‏) (من مواليد 22 يونيو عام 1982 في لشبونة) هي ممثلة وعارضة أزياء برتغالية. أصبحت معروفة ومشهورة بدورها كعاهرة تدعى إيميلا في الفيلم O Crime do Padre Amaro عام 2005.

## وصلات خارجية
- سورايا شافيز على موقع IMDb (الإنجليزية)
- سورايا شافيز على موقع ألو سيني (الفرنسية)
- سورايا شافيز على موقع أول موفي (الإنجليزية)
- سورايا شافيز على موقع قاعدة بيانات الفيلم (الإنجليزية)
- سورايا شافيز على موقع كينوبويسك (الروسية)

صفحتها على IMDB